# Sinotaia heudei
Sinotaia heudei е вид охлюв от семейство Viviparidae.

## Разпространение
Видът е разпространен в Китай (Анхуей, Гуандун, Дзянси и Хунан). Внесен е в Австралия.